# Kristóf Milák
Kristóf Milák (Budapest, 20 de febrero de 2000) es un deportista húngaro que compite en natación, especialista en el estilo mariposa. Participó en dos Juegos Olímpicos de Verano, obteniendo cuatro medallas, dos en Tokio 2020, oro en la prueba de 200 m mariposa y plata en 100 m mariposa, y dos en París 2024, oro en 100 m mariposa y plata en 200 m mariposa.

## Trayectoria
A los 16 años, Milák compitió en los Campeonatos de Europa de Natación Junior 2016 en Hódmezővásárhely, Hungría, en julio, y ganó la medalla de oro en los 200 metros mariposa, quedó quinto en los 100 metros mariposa y séptimo  en los 50 metros mariposa.
En los Campeonatos de Europa Junior de Natación de 2017 en Netanya, Israel, Milák nadó en los 200 metros mariposa, ganando la medalla de oro y estableciendo un nuevo récord mundial junior y un nuevo Récord de campeonatos en la prueba.
En los Campeonatos Mundiales Acuáticos de 2017 celebrados en Budapest, Milák estableció un nuevo récord mundial júnior y un nuevo récord nacional húngaro de 50,77 segundos en las semifinales de 100 metros mariposa. Más temprano ese mismo día, en las preliminares de la misma prueba, batió su primer récord mundial júnior del Campeonato con un tiempo de 51,23 segundos.En la final nadó 50,62 y ganó la medalla de plata, estableciendo su tercer récord mundial júnior y su segundo récord nacional en la prueba. Además de sus récords nacionales en los 100 metros mariposa, Milák contribuyó a que Hungría Relé medley 4 × 100 metros quedara séptima en la final y estableciera un nuevo récord nacional de 3:32.13.
El 26 de agosto de 2017, en los FINA World Junior Swimming Championships de Indianápolis, Estados Unidos, Milák contribuyó a establecer un nuevo récord mundial júnior y Récord de campeonatos de 7:10.95 en la final del relevo 4x200 metros estilo libre.
En los Campeonatos Nacionales de Primavera de Hungría de 2018, Milák, de tan solo 18 años, rebajó su propio récord mundial júnior en los 200 metros mariposa a 1:52.71. En julio, en los Campeonatos de Europa Junior de Natación 2018, Milák compitió en 10 pruebas individuales y de relevos, alcanzando la semifinal o la final en las 10 pruebas, nadando en la final de 9 pruebas y ganando medallas en 5 pruebas, de las cuales cuatro fueron de oro y una de bronce.
En los Campeonatos de Europa de Natación 2018 celebrados en Glasgow, Escocia en agosto, ganó la medalla de oro en la prueba de 200 metros mariposa. En la relevo mixto 4 × 200 metros estilo libre, lideró el relevo en la primera manga y ayudando al relevo a quedar cuarto.
Milák ganó un total de cuatro medallas en los Juegos Olímpicos de la Juventud de Verano 2018 celebrados en Buenos Aires, Argentina en octubre de 2018, tres de ellas de oro y una de plata. En la 400 metros libres Milák ganó su primera medalla de oro, terminando casi medio segundo antes que el medallista de plata Marco De Tullio de Italia y separándose por debajo de los 30 segundos en cada marca de 50 metros de la carrera. Su segunda medalla de oro de los Juegos Olímpicos de la Juventud llegó en la 200 metros libres, donde fue el único nadador que bajó de 1:48.00, ganando con un tiempo de 1:47.73. Ganó su tercera medalla de oro en una prueba de mariposa, la 200 metros mariposa, en la que terminó exactamente 1,00 segundos por delante del segundo clasificado, Denys Kesil de Ucrania. En la 100 metros mariposa, Milák ganó su única medalla de plata del encuentro, clasificándose segundo en la final por detrás de Andrei Minakov de Rusia.
Una vez de vuelta a Hungría desde los Juegos Olímpicos de la Juventud de verano, Milák estableció un nuevo récord nacional en los 50 metros espalda en piscina corta el 10 de noviembre de 2018 en los Campeonatos Nacionales de Invierno de Hungría realizados en metros cortos.
En los Campeonatos Mundiales Acuáticos 2019 celebrados en Gwangju, Corea del Sur en julio de 2019, Milák ganó la medalla de oro y estableció un nuevo récord del mundo de 1:50,73 en la 200 metros mariposa el 24 de julio, batiendo el Michael Phelps' récord mundial de hace 10 años por 0,78 segundos. Además de batir el récord mundial establecido por Phelps en 2009, Milák se convirtió en la primera persona en ostentar el récord mundial en la prueba masculina de larga distancia 200 metros mariposa que no fuera Phelps en un periodo de 18 años. También fue la primera vez en casi una década que cualquier nadador tenía un récord mundial de larga distancia en una prueba de mariposa en la distancia de 100 metros o 200 metros que no fuera Phelps, siendo el último nadador Milorad Čavić de Serbia en los 100 metros mariposa en 2009.
En 2019, Milák fue miembro de la Liga Internacional de Natación 2019 representando al equipo Iron. Ganó los 200 metros mariposa en los dos encuentros en los que participó. (Lewisville, Budapest)
Debido a un positivo por tener COVID-19, Milák no pudo participar en la Liga Internacional de Natación 2020 a pleno rendimiento, estaba en la lista del equipo Iron aunque estaba fuera de la temporada.
En los largos Campeonatos Nacionales de Primavera de Hungría de 2021 en Budapest, Milák estableció su primer récord nacional de los Campeonatos en los 100 metros libres al rebajar en más de ocho décimas de segundo su mejor tiempo para establecer el nuevo récord en 48,00 segundos, que era ocho centésimas más rápido que el récord anterior. Milák también batió el récord nacional de 100 metros mariposa que estableció en 2017 en 50,62 segundos con un nuevo mejor tiempo personal de 50,47 segundos. También fue ancla del relevo 4x200 metros libres con un parcial de 1:44.86, ayudando al relevo a establecer un nuevo récord nacional de 7:07.67 en la prueba.
En los Campeonatos de Europa Acuáticos de 2020 de Budapest, Milák ganó su primera medalla de oro en Récord de los Campeonatos tiempo en la 200 metros mariposa, lo que supuso la segunda medalla de oro para Hungría y la primera medalla de oro para un hombre húngaro en cualquier deporte en los Campeonatos. También ganó la medalla de oro en la 100 metros mariposa con un tiempo récord nacional y récord de los Campeonatos de 50,18 segundos en la final después de lograr récords de los Campeonatos tanto en las preliminares como en las semifinales de la prueba.
En los Juegos Olímpicos de Verano de 2020 celebrados en Tokio, Japón y aplazados a 2021 debido a la pandemia de COVID-19, Milák ganó la medalla de oro en la 200 metros mariposa con un nuevo Récord olímpico tiempo de 1:51. 25. Terminó con más de un cuerpo de ventaja y más de dos segundos antes que el segundo clasificado y medalla de plata, el japonés Tomoru Honda. En las semifinales de la 100 metros mariposa, Milák batió el récord olímpico de 50. 39 establecido por Caeleb Dressel de Estados Unidos en las series preliminares y estableció un nuevo récord olímpico de 50,31 segundos. Ganó la medalla de plata con un tiempo de 49,68 en la final, menos de tres décimas de segundo más lento que el primer clasificado. Su tiempo de 49,68 segundos en la final estableció un nuevo Récord europeo y Récord húngaro en la prueba y le aupó en la clasificación mundial al segundo nadador más rápido en la prueba a nivel internacional, por delante de Michael Phelps y por detrás de Caeleb Dressel. Además de sus pruebas individuales de mariposa, Milák nadó en las preliminares y finales de Relé de 4 × 100 metros estilo libre, ayudando al relevo a terminar quinto y a establecer un nuevo récord húngaro en la final.
Milák fue seleccionado como uno de los nadadores del Equipo Hierro en la Liga Internacional de Natación 2021, que fue la tercera temporada de la Liga Internacional de Natación.
En la primera jornada de la Copa del Mundo de Natación de la FINA de 2021, con parada en Budapest y celebrada en metros cortos, el 7 de octubre, Milák pasó a la final de los 100 metros mariposa con un tiempo de 50,60 segundos. También pasó a la final de los 50 metros libres, con un nuevo mejor tiempo personal de 21,62 segundos. Más tarde ese mismo día, durante la sesión de finales, Milák nadó un mejor tiempo personal en los 100 metros mariposa y ganó la medalla de plata en la prueba por detrás de Tom Shields de Estados Unidos. En la final de los 50 metros libres, Milák rebajó su tiempo de las preliminares en casi dos décimas, hasta los 21,44 segundos, y se clasificó quinto en la general.
Comenzando el segundo día de competición por la mañana, Milák nadó un mejor tiempo personal de 23,34 en los 50 metros espalda, batiendo el récord nacional húngaro de 23,39 en la prueba, y avanzando a la final clasificado en primer lugar de la general. Para concluir su sesión de preliminares matinales, Milák se clasificó para la final de los 100 metros libres en sexta posición de la general. Por la tarde, bajó más de dos décimas de segundo en la final de los 50 metros espalda, ganando la medalla de oro y estableciendo un nuevo récord nacional de 23,08 segundos. En su transición al estilo libre para sus dos últimas pruebas del día, rompió los 47 segundos por primera vez en la final de los 100 metros libres y ganó la medalla de bronce, terminando a dos segundos del medallista de oro Kyle Chalmers de Australia y del medallista de plata Vladimir Morozov de Rusia. En su tercera y última prueba de la sesión final del segundo día, el relevo mixto de 4x50 metros estilo libre, Milák hizo un tiempo de 20.94, ayudando a su relevo a ganar la medalla de plata en un tiempo de 1:32.44.
La última mañana de competición en Budapest, Milák pasó a la final en las dos pruebas que disputó. En primer lugar, en los 50 metros mariposa, se clasificó en tercera posición para la final con su tiempo en las preliminares de 22,91 segundos. Una hora más tarde, en las preliminares de los 200 metros libres, nadó a menos de un segundo de su mejor tiempo con 1:45.62 y pasó a la final clasificado en sexta posición. Milák se quedó a las puertas del podio en la final de los 50 metros mariposa, terminando cuarto con un mejor tiempo personal de 22,64 segundos. En la final de los 200 metros libres, nadó otro mejor tiempo personal, bajando más de dos segundos completos desde su mejor tiempo anterior para ganar la medalla de bronce con un tiempo de 1:42.61. En términos de puntos totales obtenidos por sus nadas en la parada de Budapest, Milák ocupó el quinto lugar entre los competidores masculinos, en términos de puntos totales obtenidos en las cuatro paradas de la Copa del Mundo, para las que Milák solo compitió en la única parada de Budapest, las puntuaciones de Milák en la única parada fueron lo suficientemente buenas como para clasificarlo como el 35º competidor masculino con mayor puntuación general, y entre los competidores masculinos que compitieron en una sola parada del circuito de la Copa del Mundo, Milák ocupó el quinto lugar en términos de puntos totales.
Para dar continuidad a sus actuaciones en piscina corta en la Copa del Mundo, Milák se inscribió para competir en los Campeonatos de Europa de Natación en Piscina Corta 2021 celebrados en el Palacio Acuático de Kazán en Rusia a partir del 2 de noviembre. Diversificó su alineación con cinco pruebas que abarcaban tres estilos diferentes, entrando a competir en los 50 metros espalda, 100 metros mariposa, 200 metros mariposa, 100 metros libres y 200 metros libres.
El 2 de noviembre, primer día de competición, Milák se clasificó para las semifinales de los 50 metros espalda con un tiempo de un poco más de cuatro décimas de segundo por detrás de Simone Sabbioni de Italia que compitió en la misma serie preliminar y no se clasificó para las semifinales, ya que no fue uno de los dos nadadores más rápidos en las series preliminares de su país. Más tarde, en la misma sesión de preliminares, Milák avanzó a las semifinales más tarde el mismo día en su segunda prueba, los 100 metros mariposa. Para las semifinales de los 50 metros espalda, clasificándose para la final en octavo lugar. En su última carrera del primer día, las semifinales de los 100 metros mariposa, Milák nadó un mejor tiempo personal de 49,71 segundos y avanzó a la final clasificándose segundo. Al día siguiente, Milák quedó octavo en la final de los 50 metros espalda. En la final de los 100 metros mariposa, se quedó a las puertas del podio, terminando en cuarto lugar.
En las preliminares de los 200 metros mariposa de la mañana del tercer día, Milák se clasificó para las semifinales. Se clasificó para la final del día siguiente en primer lugar. Al día siguiente, Milák decidió no nadar en las series preliminares de los 200 metros libres, descansando para la final de los 200 metros mariposa por la tarde. Más tarde ese mismo día, durante la sesión de finales vespertina, consiguió su primera medalla en unos Campeonatos de Europa de Natación de Curso Corto, al ganar la medalla de oro en los 200 metros mariposa. En la quinta jornada, Milák nadó un tiempo casi mejor de 47,16 segundos en las series preliminares de los 100 metros libres y pasó a las semifinales ocupando el décimo puesto entre los nadadores clasificados para las semifinales y el decimocuarto en la general. Siguió su tiempo de la mañana con un 47.08 en las semifinales de la tarde, quedando noveno y ganándose la designación de suplente para la final.En los Campeonatos Mundiales Acuáticos de 2022 celebrados en Budapest en junio y julio, Milák logró el segundo mejor tiempo de todos los nadadores de los relevos finales en la Relé 4×100 metros estilo libre Tres días después, en la final de la 200 metros mariposa, rebajó su propio récord del mundo y ganó la medalla de oro, terminando 3,03 segundos por delante del medallista de plata Léon Marchand de Francia. Dos días más tarde, en la final de 4×200 metros estilo libre, nadó la parte del ancla y marcó un tiempo de 1:44.68 que le ayudó a conseguir un tiempo de 7:06.27 y el quinto puesto final. Al día siguiente, ganó una medalla de oro en la 100 metros mariposa, terminando ocho décimas de segundo por delante del medallista de plata Naoki Mizunuma de Japón.
Para los Campeonatos de Europa de Natación de 2022, celebrados en agosto en Roma, Italia, Milák se inscribió para competir en las pruebas individuales de 100 metros libres, 200 metros libres, 100 metros mariposa y 200 metros mariposa. En el primer día de competición, ganó una medalla de oro en la 4×200 metros estilo libre, para contribuir a la marca final, y nuevo Récord de Hungría, de 7:05.38. Al día siguiente se clasificó para las semifinales de la 100 metros estilo libre, clasificándose duodécimo en las preliminares con un tiempo de 48,88 segundos. En las semifinales, nadó un mejor tiempo personal de 47,76 segundos, clasificándose para la final segundo por dos décimas de segundo por delante del tercer clasificado, Alessandro Miressi de Italia. El tercer día, comenzó con un 51,82 en las preliminares de la 100 metros mariposa, clasificándose para las semifinales en tercera posición. Comenzando la sesión vespertina, ganó la medalla de plata en los 100 metros libres con un tiempo récord de Hungría de 47,47 segundos. Finalizando la sesión, nadó en las semifinales de los 100 metros mariposa, clasificándose para la final en primer lugar.
El cuarto día, Milák se clasificó en primer lugar en las series preliminares matinales de 200 metros estilo libre, clasificándose para las semifinales. Más tarde, en la sesión matinal, fondeó el 4×100 metros estilo libre para ayudar a clasificar al relevo para la clasificación final en primer lugar. Comenzando la sesión vespertina, ganó la medalla de oro en los 100 metros mariposa. Aproximadamente 15 minutos después, se colocó décimo en las semifinales de los 200 metros libres con un tiempo de 1:47.37.
Aproximadamente una hora después de eso, ganó una medalla de plata en el relevo 4×100 metros estilo libre. En las preliminares de los 200 metros mariposa de la mañana siguiente, y se clasificó para las semifinales ocupando el primer puesto. Aceleró hasta 1:53.97 en semifinales para clasificarse primero para la final.Al día siguiente ganó su tercera medalla de oro del Campeonato al terminar primero en los 200 metros mariposa, por delante del medallista de plata y también húngaro Richárd Márton.
Más adelante, en noviembre, en los Campeonatos Nacionales Húngaros de Natación en piscina corta 2022, Milák logró una serie de mejores marcas personales, entre ellas en los 200 metros mariposa y en los 100 metros mariposa.
En los Campeonatos Nacionales de Hungría de 2023, celebrados en abril, Milák ganó el título nacional en los 200 metros mariposa el segundo día con un tiempo de clasificación para los Campeonatos Mundiales Acuáticos de 2023 y para los Juegos Olímpicos de 2024. En la cuarta y última jornada, logró el dúo de tiempos de clasificación en los 100 metros mariposa, alzándose con el título nacional con un tiempo de 50,80 segundos. También ganó títulos nacionales con tiempos de clasificación para los Campeonatos del Mundo de 2023 en los 100 metros libres, y en los 200 metros libres, el tercer día.
Fue el abanderado de Hungría en la ceremonia de clausura de los Juegos Olímpicos de París 2024 junto con la piragüista Tamara Csipes.
En 2021 fue condecorado con la cruz de oficial de la Orden del Mérito de Hungría y en 2024 fue ascendido a la cruz de comandante.

## Palmarés internacional
| Juegos Olímpicos                    | Juegos Olímpicos        | Juegos Olímpicos | Juegos Olímpicos |
| Año                                 | Lugar                   | Medalla          | Prueba           |
| ----------------------------------- | ----------------------- | ---------------- | ---------------- |
| 2020                                | Tokio (Japón)           | Medalla de oro   | 200 m mariposa   |
| 2020                                | Tokio (Japón)           | Medalla de plata | 100 m mariposa   |
| 2024                                | París (Francia)         | Medalla de oro   | 100 m mariposa   |
| 2024                                | París (Francia)         | Medalla de plata | 200 m mariposa   |
| Campeonato Mundial                  |                         |                  |                  |
| Año                                 | Lugar                   | Medalla          | Prueba           |
| 2017                                | Budapest (Hungría)      | Medalla de plata | 100 m mariposa   |
| 2019                                | Gwangju (Corea del Sur) | Medalla de oro   | 200 m mariposa   |
| 2022                                | Budapest (Hungría)      | Medalla de oro   | 100 m mariposa   |
| 2022                                | Budapest (Hungría)      | Medalla de oro   | 200 m mariposa   |
| Campeonato Europeo                  |                         |                  |                  |
| Año                                 | Lugar                   | Medalla          | Prueba           |
| 2018                                | Glasgow (Reino Unido)   | Medalla de oro   | 200 m mariposa   |
| 2021                                | Budapest (Hungría)      | Medalla de oro   | 100 m mariposa   |
| 2021                                | Budapest (Hungría)      | Medalla de oro   | 200 m mariposa   |
| 2022                                | Roma (Italia)           | Medalla de oro   | 100 m mariposa   |
| 2022                                | Roma (Italia)           | Medalla de oro   | 200 m mariposa   |
| 2022                                | Roma (Italia)           | Medalla de oro   | 4 × 200 m libre  |
| 2022                                | Roma (Italia)           | Medalla de plata | 100 m libre      |
| 2022                                | Roma (Italia)           | Medalla de plata | 4 × 100 m libre  |
| 2024                                | Belgrado (Serbia)       | Medalla de oro   | 100 m mariposa   |
| 2024                                | Belgrado (Serbia)       | Medalla de oro   | 200 m mariposa   |
| Campeonato Europeo en Piscina Corta |                         |                  |                  |
| Año                                 | Lugar                   | Medalla          | Prueba           |
| 2021                                | Kazán (Rusia)           | Medalla de plata | 200 m mariposa   |